# Камйон (Лодзинське воєводство)
Камйон (пол. Kamion) — село в Польщі, у гміні Вешхляс Велюнського повіту Лодзинського воєводства.
Населення — 155 осіб (2011).
У 1975-1998 роках село належало до Серадзького воєводства.

## Демографія
Демографічна структура станом на 31 березня 2011 року:
|          | Загалом | Допрацездатний вік | Працездатний вік | Постпрацездатний вік |
| -------- | ------- | ------------------ | ---------------- | -------------------- |
| Чоловіки | 76      | 14                 | 55               | 7                    |
| Жінки    | 79      | 14                 | 42               | 23                   |
| Разом    | 155     | 28                 | 97               | 30                   |